# ISO 3166-2:CS
ISO 3166-2:CS era uno standard ISO che definiva i codici geografici delle suddivisioni della Serbia e Montenegro; era un sottogruppo dello standard ISO 3166-2. È stato eliminato nel 2007 con la dissoluzione dello Stato in Serbia e Montenegro.
Erano assegnati alle due repubbliche e alle due province autonome dello Serbia, ed erano formati da CS- (sigla ISO 3166-1 alpha-2 dello Stato), seguito da due lettere. Fino al 2003, il codice ISO 3166 alpha-2 era YU (poiché lo Stato era chiamato Repubblica Federale di Jugoslavia), e quindi i codici iniziavano con YU- anziché con CS-.

## Codici

### Repubbliche
| Codice | Repubblica |
| ------ | ---------- |
| CS-CG  | Montenegro |
| CS-SR  | Serbia     |

### Province autonome
| Codice | Provincia |
| ------ | --------- |
| CS-KM  | Kosovo    |
| CS-VO  | Voivodina |